# Gyuri
A Gyuri Kapitány Iván nagysikerű sorozatának, A mi kis falunk Gyurijának spin-offja, amely 2025-ben indul az RTL-en.
A sorozat kezdési időpontját homály fedi. A forgatás 2025. május 27-én elkezdődött.

## Története
2025. április 2-án a SorozatWiki podcastban Kolosi Péter bejelentette, hogy Gyuri címen spin-offja készül A mi kis falunknak. A forgatás 2025. május 27-én kezdődött.

## Szereplők

### Főszereplők
| Szerep                | Színész       | Leírás | Évad |
| --------------------- | ------------- | --- | ---- |
| Bodri György, "Gyuri" | Lengyel Tamás | Erika vőlegénye, fociedző, "a falu bikája". A labdarúgás mellett a másik nagy szenvedélye a sportkocsija, utóbbira hihetetlen mértékű figyelmet bír szánni. Bár Erikát nagyon szereti, a házasság gondolatától irtózik, ezért amennyire csak lehet, el akarja húzni a közelgő esküvőt. Erika előtt meglehetősen sok barátnője volt, de életének azt a szakaszát már lezártnak tekinti. Mégis a múlt többször visszaköszön, ami nem várt kalamajkákba sodorja őt. | 1–   |
| Szabó Erika           | Lovas Rozi    | Gyakorlatias, precíz és leleményes, időnként viszont elviselhetetlenül arrogáns és makacs. Általában minden problémára próbálja megtalálni a tökéletes (és törvényes) megoldást. Az egyetlen, amire még nem sikerült megoldást találnia, hogy hogyan állítsa oltár elé a vőlegényét. | 1–   |

## Epizódok

### Első évad (2025)
A sorozat első évadát 2025-ben mutatja be az RTL.
| Sor. | Év. | Cím     | Rendező       | Író           | Premier | Nézettség |
| ---- | --- | ------- | ------------- | ------------- | ------- | --------- |
| 1.   | 1.  | 1. rész | Kapitány Iván | Kapitány Iván | 2025.   |           |

## Évadok
| Évad | Évad | Részek száma | Részek száma | Eredeti sugárzás | Eredeti sugárzás | Eredeti adó |
| Évad | Évad | Részek száma | Részek száma | Évadbemutató     | Évadzáró         | Eredeti adó |
| ---- | ---- | ------------ | ------------ | ---------------- | ---------------- | ----------- |
|      | 1.   | 10           | 10           | n. a.            | n. a.            |             |